# ネバーランド (小説)
『ネバーランド』は、集英社から発行されている恩田陸の小説。またはこれを原作として2001年7月から9月にTBS系で放映されたテレビドラマ。

## あらすじ
とある田舎にある、全国でも有数の進学校の私立男子校。冬休みを迎え、ほとんどの生徒が故郷へ帰省する中、古びた寮・松籟館（しょうらいかん）には3人の生徒がそれぞれの事情で残っていた。
クリスマスイブの夜、通学組の統が加わり、4人の冬休み生活は幕を開ける。統の提案で始まった告白ゲーム。気楽なゲーム感覚のはずだったが、4人は隠していた過去やトラウマを語り出す。

## 登場人物
菱川 美国（ひしかわ よしくに）
2年生。両親が海外赴任中のため寮に残った。年子の妹がいるが、妹は祖母の元にいる。中学生の頃はテニス部に所属していたが、現在は陸上部に所属している。小学生の頃、父親と不倫関係にあった女性に誘拐された上に絞殺されかけた過去があり、それ以来、女性恐怖症となり、女性に対して「いつか自分は女に殺される」というフラッシュバックを起こすほどの恐怖心を抱いている。女子高に通う紘子と交際していたが、過去の恐怖がフラッシュバックしたために振ってしまう。後に光浩を通じて真実を知ろうと松籟館にやってきた紘子と再会し、父親やその不倫相手との確執を共に乗り越えて紘子とよりを戻す。
篠原 寛司（しのはら かんじ）
松籟館で暮らしている1人。硬式テニス部所属。かなりの酒好きで酒豪。滅多に怒らない、穏やかな性格。1人っ子。両親が離婚調停中で、離婚後どちらに付いていくか決めろと言われるのが嫌で寮に居残った。
依田 光浩（よだ みつひろ）
松籟館で暮らしている1人。眼鏡を掛けた優等生で、温和で良く気の回る性格。休みの間のみんなの食事を作ったりと、家庭的なところがある。父親は九州の大手百貨店の元社長で、光浩は妾の子。中学2年生のある日、両親が心中し路頭に迷うが、本妻・敬子に引き取られ、彼女に半ば脅される形で肉体関係を持つ羽目になる。美国が女性恐怖症であることを見抜くなど機微に聡く、美国の女性恐怖症を紘子に教えた。
瀬戸 統（せと おさむ）
美国らと同じ高校に通っている、いつもニコニコしているお調子者の少年。通学組で松籟館で暮らしてはいないが、1日目の買出しの際偶然美国らと出会い、毎日寮に訪れるようになった。母親は統が小学生の頃に他界しており、天文学者の父親と二人暮らしだが、その父親も近年は種子島宇宙センターに勤務しているため、自宅に一人暮らしをしている。理系の成績は抜群で、特に数学は教師が採点に困るようなアプローチの仕方をする。幼い頃、風呂掃除をしていた母親を見て、衝動的にスイッチを入れた電気剃刀を浴槽に投げ入れ、感電死させてしまったと告白する。
但馬 紘子（たじま ひろこ）
美国の元彼女。女子校に通っている。美国に突然振られ、理由が分からず錯乱して泣いてしまうが、光浩を通じて美国が女性恐怖症であることを教えられる。その真実を知るために美国の元を訪れ、松籟館にも出入りするようになった後、彼が自分を振る原因となった女性恐怖症の発端と真実を知る。だが、その真実を知っても逃げることなく美国を支え、彼の父や不倫相手との対峙を経て、よりを戻す。
岩槻 繁久（いわつき しげひさ）
松籟館で暮らしていた1人。美国とは同級生で、彼に憧れを抱いていた。虚弱体質でペースメーカーを埋め込んでおり、周囲から寮生活はやめた方が良いと言われていたが、美国に憧れている一心から反対を押し切って松籟館に入った。しかし入学した夏に寮内で発作を起こし心不全で死亡。以後、寮内で彼の霊が出ると噂されている。
依田 敬子（よだ けいこ）
光浩の義理の母親。嘗ては美人であったが、今となってはその面影はない。光浩に肉体関係を強要している。
高木（たかぎ）
美国より2級上。岩槻を非常に気に入っていた。現在は既に卒業している。
山崎（やまざき）
統のクラスメイト。他人と関わろうとしない。
庄司（しょうじ）
美国の学年主任。
須藤（すどう）
寛司の担任教師。
島田（しまだ）
敬子と光浩の弁護士。光浩の後見人。

## 書誌情報
- 集英社 ISBN 4087744639 2000年7月
- 集英社文庫 ISBN 4087475778 2003年5月25日初版発行

## テレビドラマ
2001年7月6日から9月14日まで毎週金曜日21:00 - 21:54に、TBS系の「金曜9時」枠で放送された。今井翼と三宅健のダブル主演。
V6が歌う主題歌の「出せない手紙」は、原作者の恩田陸がセキヤヒサシ名義で作詞している。
TBS金曜9時枠の連続ドラマはこの作品を最後に廃枠となり、その後同時間帯はバラエティー番組『中居正広の金曜日のスマたちへ』（のちに『中居正広の金曜日のスマイルたちへ』に改称、以下『金スマ』）に引き継がれた。なお、ロッテの筆頭提供番組は「金曜ドラマ」枠に移動し、『クロサギ』時代から『うぬぼれ刑事』時代まで提供していた。また、タイガー魔法瓶は、2016年3月まで『金スマ』のスポンサーだった。（現在は『マツコの知らない世界』において提供。）ただし、スポンサーである花王、SUBARU（ただし、2017年3月31日までの法人名は富士重工業）、小林製薬（花王以外の2社は一時降板した時期あり）の3社は引き続き、『金スマ』の最終回（2024年12月13日放送回。厳密には打ち切り扱い）までスポンサーを務めた。

### キャスト
星蘭学園高等部
- 菱川美国（「松籟館」寮生） - 今井翼（ジャニーズJr.）
- 依田光浩（「松籟館」寮生） - 三宅健（V6）
- 瀬戸統 - 生田斗真（ジャニーズJr.）
- 篠原寛司（「松籟館」寮生） - 村上信五（当時 ジャニーズJr.）
- 高木透（上級生） - 山崎裕太
- 庄司若葉（学年主任・「松籟館」責任者） - 野際陽子
- 岩槻茂久（「松籟館」寮生） - 田中聖（当時 ジャニーズJr.）

栄女学院高等部
- 但馬紘子 - 山田麻衣子
- 松熊アキ - 周防玲子

菱川家
- 菱川小百合 - 橘実里
- 菱川邦彦 - 升毅

その他
- 島田（弁護士） - 三波豊和
- 瀬戸努 - 矢島健一
- 安斎せり奈（美国の父・邦彦の不倫相手） - 吉本多香美
- 依田敬子 - 高島礼子

### スタッフ
- 脚本 - 砂本量
- 音楽 - 中村幸代
- 演出 - 森田光則、倉貫健二郎、高野英治、田沢幸治
- 主題歌 - V6「出せない手紙」 (avex trax)[1]
- 挿入歌 - V6「風を受けて〜Keep U goin’〜」 (avex Trax)
- プロデューサー - 森田光則
- 製作 - ドリマックス・テレビジョン・TBS

### 放送日程
| 第1話                                                              | 2001年7月06日 | 僕らが家に帰らない理由         | 森田光則   |
| 第2話                                                              | 2001年7月13日 | ヤバイ!? 彼女を寮に連れ込んだ! | 森田光則   |
| 第3話                                                              | 2001年7月20日 | 爆発寸前! 僕は母を許せない!?   | 倉貫健二郎 |
| 第4話                                                              | 2001年7月27日 | オレ、母ちゃんを殺した!        | 高野英治   |
| 第5話                                                              | 2001年8月03日 | 夏休み! 愛と哀しみの記念写真!? | 倉貫健二郎 |
| 第6話                                                              | 2001年8月10日 | 親友が死んだ! 寮が閉鎖される!? | 田沢幸治   |
| 第7話                                                              | 2001年8月17日 | 僕らの友情を引き裂くのは誰だ!  | 高野英治   |
| 第8話                                                              | 2001年8月24日 | 今夜、僕らは親たちと対決する!  | 倉貫健二郎 |
| 第9話                                                              | 2001年8月31日 | 少年時代の秘密が暴かれる時     | 高野英治   |
| 第10話                                                             | 2001年9月07日 | 大好きな母さん、死なないで!    | 倉貫健二郎 |
| 最終話                                                             | 2001年9月14日 | ありがとう! お父さん…          | 森田光則   |
| 平均視聴率 8.0パーセント（視聴率は関東地区・ビデオリサーチ社調べ） |               |                                |            |

### 原作との違い
- 原作では冬休み中の1週間の話であるが、ドラマでは放送時期に合わせて夏休みになっている。
- 松熊アキや安斎せり奈など、原作では未登場もしくは名前を与えられた女性たちも登場している。
- 岩槻が主要メンバーとして登場。また、原作での彼の名前は「繁久」であるが、ドラマでは「茂久」である。
- 庄司若葉が松籟館の責任者。
- 高木透が美国らの1級上として登場、陰険で狡猾な性格となり岩槻を脅し肉体関係を強いた。
- 依田敬子の最期が異なる。

## 補足
- 作者は自著の作品をマンガ寄りか小説寄りかで分け、本書はマンガ寄りで萩尾望都の『トーマの心臓』が念頭にあったと説明している[2]。

- 公式にはモデルは明らかにされていないが、この作品の設定である「全国有数の有名私立男子校進学校」「寮がある」「九州」「南国」という特徴をすべて持つ高校はラ・サール高校に絞られる。ラ・サール高校寮の旧寮のうち木造で最も古かった「松風寮」が松籟館のモデルと思われる。